# 健都レールサイド公園
健都レールサイド公園（けんとレールサイドこうえん）は、大阪府吹田市岸辺新町一丁目にある、市民自ら予防医療を実践できる場所として設立された公園である。

## 概要
「健康・医療」をキーワードに、多世代が集い交流できる場として、健康への「気づき」「楽しみ」「学び」をコンセプトとしている。国立循環器病研究センターと市立吹田市民病院の協力・監修に基づき、27基の健康遊具や4つのウォーキングコースが整備されている。2020年11月、吹田市立健都ライブラリーが公園内にオープンした。
災害時にはシェルターを設置することが可能であり、ベンチはかまどとして使うことができる。地下には約10,000人の3日間分の水を貯水できるタンクを備えている。

## 周辺施設
- 北大阪健康医療都市（健都）
  - 国立循環器病研究センター
  - 市立吹田市民病院
  - VIERRA岸辺健都
  - 健都イノベーションパーク
  - 吹田市立健都ライブラリー
  - 明和池公園
  - ローレルスクエア健都ザ・レジデンス
  - ローレルスクエア健都ザ・テラス
  - 高齢者向けウェルネス住宅

- JR貨物吹田機関区
- JR西日本吹田工場
- 大阪学院大学
- 大阪学院大学高等学校
- 大阪人間科学大学
- 大阪薫英女学院中学校・高等学校
- 大阪薫英女子短期大学
- 星翔高等学校
- 吹田市立博物館
- 阪急電鉄正雀工場
- オッペン化粧品本社
- 吹田岸辺駅前郵便局
- イズミヤ
- 岸部地下道
- 岸辺ステーションホテル
- 平和堂、フレンドマート岸辺店
- 極楽湯（スーパー銭湯）
- ココカラファイン（ドラッグストア）

## 関連図書
- 北大阪健康医療都市のまちづくり概要 （令和元年12月時点）
- 北大阪健康医療都市のまちづくりパンフレット（日本語版）